# Eva Bergman
Eva Bergman (Helsingborg, 5 de septiembre de 1945) es una directora de cine, teatro y televisión sueca que trabajó en Dramaten. Es hija del director sueco Ingmar Bergman, y estuvo casada con el escritor de novela negra Henning Mankell desde 1998 hasta su muerte en 2015. 

## Filmografía
- En Midsommarnattsdröm (1990) (TV)
- Trappen (1991) (TV)
- One Love and the Other[2] (1994)
- Gisslan (1996) (TV)
- Faust (1996) (TV)
- Sven (1997)